# 2018년 동계 올림픽 보스니아 헤르체고비나 선수단
2018년 동계 올림픽 보스니아 헤르체고비나 선수단은 대한민국 평창에서 개최되는 2018년 동계 올림픽에 참가하는 올림픽 보스니아 헤르체고비나 선수단이다. 이번이 역대 여덟 번째 동계 올림픽 참가이다.
이번 대회에서 보스니아 헤르체고비나 선수단은 남녀 2명씩 총 4명의 선수가 알파인스키와 크로스컨트리 두 종목에 각각 출전한다.

## 참가 선수
다음은 각 종목별 참가 선수 현황이다.
| 종목         | 남자 | 여자 | 총합 |
| ------------ | ---- | ---- | ---- |
| 알파인스키   | 1    | 1    | 2    |
| 크로스컨트리 | 1    | 1    | 2    |
| 총합         | 2    | 2    | 4    |

## 메달 집계
| 종목 | 1 | 2 | 3 | 합계 |
| 합계 |   |   |   |      |

### 알파인 스키
보스니아 헤르체고비나에는 남녀 한 명씩 총 두 명의 선수 출전권이 부여됐다.

### 크로스컨트리 스키
보스니아 헤르체고비나에는 남녀 한 명씩 총 두 명의 선수 출전권이 부여됐다.